# Porozumienie pokojowe w Aruszy (2000)
Porozumienie pokojowe w Aruszy (ang. Arusha Peace and Reconciliation Agreement for Burundi) – układ pokojowy pomiędzy rządem Burundi, Zgromadzeniem Narodowym oraz siedemnastoma ugrupowaniami reprezentującymi interesy grup etnicznych Hutu i Tutsi, zawarty 28 sierpnia 2000 roku w tanzańskiej Aruszy, stanowiący jeden z ważniejszych kroków na drodze do zakończenia wojny domowej w Burundi.

## Wojna domowa w Burundi
W wyniku wyborów prezydenckich i parlamentarnych z czerwca 1993 władzę w Burundi przejęli Melchior Ndadaye z grupy etnicznej Hutu oraz wspierająca go partia FRODEBU. Było to uwieńczenie rozpoczętego pod koniec lat 80. procesu demokratyzacji, a zarazem koniec trwających od 1965 roku niepodzielnych rządów mniejszości Tutsi. Zdominowana przez Tutsi armia nie pogodziła się jednak z utratą władzy. 21 października 1993 wojsko podjęło próbę puczu, w której trakcie zamordowano Ndadaye oraz kilku jego najbliższych współpracowników. Na wieść o śmierci prezydenta wieśniacy Hutu, kierowani w wielu wypadkach przez lokalnych działaczy FRODEBU, przystąpili do masowych pogromów Tutsi, w których trakcie zamordowano tysiące mężczyzn, kobiet i dzieci. W odwecie armia pod pozorem „przywracania pokoju i porządku” rozpoczęła zakrojone na szeroką skalę masakry Hutu. W wyniku obustronnych pogromów, do których doszło po śmierci Ndadaye, zginęło prawdopodobnie od 30 tys. do 100 tys. ludzi. Od 400 tys. do 700 tys. Hutu uciekło do sąsiednich krajów. 
Z powodu nieprzychylnej reakcji społeczności międzynarodowej, groźby wybuchu otwartej wojny domowej oraz braku poparcia ze strony umiarkowanej części elit Tutsi, puczyści już po kilku dniach byli zmuszeni oddać władzę nowemu rządowi cywilnemu. Umiarkowani politycy Hutu i Tutsi zdołali wówczas chwilowo powstrzymać wybuch konfliktu na pełną skalę. Nieudany pucz oraz będące jego konsekwencją wzajemne rzezie na tle etnicznym zniszczyły jednak rodzący się międzyetniczny konsensus oraz trwale zdestabilizowały państwo. Mimo prób znalezienia pokojowego rozwiązania konfliktu, podejmowanych w latach 1993–1996, sytuacja polityczna w Burundi stale się pogarszała, co doprowadziło ostatecznie do wybuchu otwartej wojny pomiędzy zdominowaną przez Tutsi armią a partyzanckimi ugrupowaniami Hutu. Cywilny rząd był konsekwentnie pozbawiany autorytetu i realnej władzy. W lipcu 1996 wojsko zerwało ostatecznie z pozorami demokracji i obaliło prezydenta Sylvestre Ntibantunganyę (Hutu z FRODEBU), przywracając do władzy poprzedniego prezydenta, Pierre’a Buyoyę (Tutsi). Do 1999 roku liczba śmiertelnych ofiar konfliktu sięgnęła 200 tys., z czego zdecydowaną większość stanowili cywile. Blisko 300 tys. mieszkańców Burundi było zmuszonych uciec za granicę, a kolejnych 600 tys. uznawanych było za uchodźców wewnętrznych.

## Negocjacje pokojowe w latach 1998–2000
31 lipca 1996 przywódcy siedmiu państw wschodniej i centralnej Afryki, zgromadzeni na regionalnym szczycie w tanzańskiej Aruszy, podjęli decyzję o nałożeniu sankcji ekonomicznych na Burundi (powściągliwe stanowisko zajęła tylko Rwanda, rządzona już wówczas przez Tutsi). Decyzję tę poparła Organizacja Jedności Afrykańskiej. Sankcje objęły m.in. szereg artykułów pierwszej potrzeby, w tym paliwa, oraz uderzyły w burundyjskie linie lotnicze, co w konsekwencji znacznie osłabiło gospodarkę Burundi. Owa polityka była krytykowana przez liczne organizacje pozarządowe, wskazujące, iż skutki sankcji uderzają przede wszystkim w ubogą ludność wiejską, a kapitał polityczny zbijają na nich ekstremistyczne ugrupowania Hutu. Niemniej zdaniem René Lemarchanda prezydent Buyoya w innym wypadku nie zgodziłby się tak szybko na polityczne ustępstwa – m.in. na wznowienie działalności Zgromadzenia Narodowego, czy legalizację działalności opozycji politycznej.
We wrześniu 1996 Rada Bezpieczeństwa ONZ zażądała od Buyoyi, aby do 31 października 1996 rozpoczął negocjacje pokojowe z opozycją, grożąc w przeciwnym wypadku nałożeniem sankcji ekonomicznych na Burundi. Ostatecznie dzięki ustępliwej polityce rządu w Bużumburze groźba nałożenia sankcji nie została zrealizowana.
Podczas wspomnianego szczytu w Aruszy przywódcy państw wschodniej i centralnej Afryki wyznaczyli byłego prezydenta Tanzanii, Juliusa Nyerere, swoim mediatorem w burundyjskim konflikcie. Pod naciskiem społeczności międzynarodowej i przy mediacji Nyerere już w czerwcu 1998 roku rozpoczęły się w Aruszy negocjacje pokojowe pomiędzy ugrupowaniami Hutu i Tutsi. Przyjęta wówczas przez Nyerere strategia negocjacyjna była pełna sprzeczności. Z jednej strony starał się on bowiem zapewnić jak największej liczbie stronnictw możliwość udziału w procesie pokojowym – bez względu na ich realne poparcie w społeczeństwie Burundi. Z drugiej strony sprzeciwiał się natomiast dopuszczeniu do negocjacji dwóch najsilniejszych zbrojnych ugrupowań Hutu – tj. Narodowej Rady na rzecz Obrony Demokracji-Sił Obrony Demokracji (CNDD-FDD) pod przywództwem Pierre’a Nkurunzizy oraz PALIPEHUTU-FNL, kierowanych przez Agathona Rwasę. W tej ostatniej kwestii jego postępowanie prawdopodobnie było spowodowane naciskiem ugrupowań Tutsi, a także bezkompromisową postawą obu kluczowych ugrupowań Hutu – odrzucających ideę jakiegokolwiek podziału władzy z Tutsi oraz domagających się przywrócenia demokratycznej konstytucji z 1992 roku.
Strategia Nyerere pogłębiła fragmentaryzację burundyjskiej sceny politycznej, gdyż przyczyniła się do powstania licznych „kanapowych” partii Hutu i Tutsi, utworzonych wyłącznie w celu zapewnienia ich przywódcom stanowisk w przyszłym rządzie jedności narodowej. Przyczyniła się także do radykalizacji obu najsilniejszych zbrojnych ugrupowań Hutu. Niemniej mediacja Nyerere przełożyła się na pewien postęp w negocjacjach pokojowych. W czerwcu 1998 roku siedemnaście ugrupowań Hutu i Tutsi podpisało deklarację ws. zawieszenia broni. Wkrótce później Nyerere z poparciem OJA wystąpił z wnioskiem o zniesienie sankcji ekonomicznych nałożonych na Burundi przez państwa regionu, co nastąpiło 23 stycznia 1999.
Nyerere zmarł w październiku 1999. Dwa miesiące później na stanowisku głównego mediatora w burundyjskim konflikcie zastąpił go były prezydent RPA, Nelson Mandela. W przeciwieństwie do swego porzednika zajmował on o wiele bardziej twarde stanowisko wobec żądań Tutsi, co być może wynikało z jego osobistych doświadczeń z okresu walki z Apartheidem. Był też z tego powodu oskarżany przez polityków Tutsi o stronniczość na korzyść Hutu.
Ostatecznie 28 sierpnia 2000 roku, pod długich i trudnych negocjacjach, rząd Burundi, Zgromadzenie Narodowe oraz koalicja siedmiu partii Hutu (tzw. G-7) i koalicja dziesięciu partii Tutsi (tzw. G-10) zawarli w Aruszy porozumienie w sprawie pokoju i pojednania w Burundi. W gronie sygnatariuszy znalazły się takie ugrupowania polityczne i militarne jak m.in. UPRONA i PARENA (po stronie Tutsi) oraz FRODEBU i FROLINA wraz z mniejszymi frakcjami PALIPEHUTU i CNDD (po stronie Hutu). W uroczystości podpisania porozumienia uczestniczyli m.in. Nelson Mandela, prezydent USA Bill Clinton, sekretarz generalny ONZ Kofi Annan, sekretarz generalny OJA Salim Ahmed Salim, francuski minister ds. kooperacji Charles Josselin (występujący również jako przedstawiciel UE), a także prezydenci Demokratycznej Republiki Konga, Etiopii, Kenii, Rwandy, Tanzanii, Togo, Ugandy i Zambii.

## Postanowienia porozumienia pokojowego
Obok tekstu zasadniczego integralną część porozumienia pokojowego stanowiło pięć protokołów oraz pięć aneksów. Protokoły zawierały szczegółowe postanowienia odnoszące się do zagadnień takich jak:
- przyczyny burundyjskiego konfliktu, problem ludobójstwa i wykluczenia oraz sposoby ich zapobiegania (Protokół I);
- demokracja i dobre rządzenie (Protokół II);
- pokój i bezpieczeństwo (Protokół III);
- odbudowa i rozwój (Protokół IV);
- gwarancje dot. wdrożenia postanowień porozumienia (Protokół V).

Postanowienia porozumienia z Aruszy przewidywały m.in.:
- przerwanie działań wojennych.
- powołanie tymczasowego rządu koalicyjnego, złożonego z przedstawicieli partii reprezentujących interesy Hutu i Tutsi, który miał sprawować władzę w Burundi przez okres trzech lat – tj. do czasu przyjęcia nowej konstytucji i przeprowadzenia demokratycznych wyborów. W tym zakresie porozumienie przewidywało, że: 
  - przez pierwszych 18 miesięcy funkcję prezydenta sprawować będzie przedstawiciel Tutsi, podczas gdy przedstawiciel Hutu piastować będzie stanowisko wiceprezydenta. Z kolei w drugiej połowie okresu przejściowego przedstawiciel Hutu obejmie stanowisko prezydenta, podczas gdy fotel wiceprezydenta przypadnie przedstawicielowi Tutsi.
  - Hutu i Tutsi zajmą odpowiednio 60% i 40% miejsc w rządzie i Zgromadzeniu Narodowym oraz po 50% miejsc w nowo powołanym Senacie.
  - członkowie jednej grupy etnicznej nie będą mogli zajmować stanowisk zarządców gminnych w więcej niż w 67% gmin.
- przeprowadzenie reformy systemu politycznego w Burundi, której przyświecać będą wartości takie jak: demokracja, rządy prawa, poszanowanie praw człowieka, równość mężczyzn i kobiet, solidarność, tolerancja i wzajemne zrozumienie pomiędzy rozmaitymi etnicznymi i politycznymi komponentami burundyjskiego społeczeństwa.
- przebudowę i reformę armii rządowej oraz państwowych służb bezpieczeństwa, m.in. poprzez zagwarantowanie, że liczba Hutu i Tutsi służących w ich szeregach będzie kształtować się na poziomie 50% do 50%
- likwidację obozów zbiorczych dla ludności Hutu, uwolnienie więźniów politycznych oraz umożliwienie powrotu uchodźców.
- utworzenie kierowanej przez ONZ komisji ds. monitorowania realizacji postanowień porozumienia, a także rozlokowanie w Burundi specjalnego kontyngentu wojskowego, złożonego głównie z żołnierzy z RPA (1500 żołnierzy), którego celem będzie ochrona powracających z wygnania polityków oraz wsparcie reformy burundyjskich sił zbrojnych.
- powołanie Komisji Prawdy i Pojednania, której celem będzie m.in. dogłębne zbadanie przypadków naruszeń praw człowieka, do których dochodziło w Burundi od 1962 roku, a także wystosowanie przez rząd tymczasowy wniosku do Rady Bezpieczeństwa ONZ w sprawie utworzenia międzynarodowej komisji śledczej oraz międzynarodowego trybunału, których zadaniem byłoby zbadanie i ukaranie tych zbrodni.

Rozwiązania przyjęte w porozumieniu z Aruszy, dotyczące podziału władzy oraz mechanizmów gwarantujących równowagę pomiędzy Hutu a Tutsi, w dużej mierze były oparte na doświadczeniach z transformacji ustrojowej w RPA.
W związku z zawarciem porozumienia pokojowego Unia Europejska obiecała wesprzeć Burundi pakietem pomocowym w wysokości 440 mln. USD. 

## Implementacja postanowień
Realizacja postanowień porozumienia z Aruszy przebiegała bardzo powoli, wielu z nich nie udało się zresztą nigdy wcielić w życie lub zostały one zrealizowane co najwyżej częściowo. Dopiero 23 lipca 2001 zawarto porozumienie, w którym uzgodniono ostateczny kształt rządu tymczasowego. Sam rząd został natomiast powołany 1 listopada 2001. Stanowisko prezydenta piastował nadal Pierre Buyoya, który na swego zastępcę desygnował Domitiena Ndayizeye – Hutu z szeregów FRODEBU. Zgodnie z postanowieniami porozumienia, Buyoya ustąpił po 18 miesiącach, a na stanowisku prezydenta zastąpił go Ndayizeye (z Alphonse-Marie Kadege w roli wiceprezydenta). Okres przejściowy poprzedzający przeprowadzenie demokratycznych wyborów, którego zakończenie planowano pierwotnie na 30 listopada 2004, trwał jednak w praktyce do 26 sierpnia 2005. Rząd tymczasowy był niezwykle rozrośnięty, a przez to nieefektywny. W kwietniu 2003 rozlokowano w Burundi liczącą 3335 żołnierzy misję pokojową Unii Afrykańskiej (African Mission in Burundi – AMIB).
Porozumienie z Aruszy nie przełożyło się bezpośrednio na stabilizację kraju, gdyż nie przystąpiły doń dwa największe ugrupowania rebelianckie Hutu, tj. CNDD-FDD i PALIPEHUTU-FNL. Zaciekłe walki toczące się w Burundi w latach 2000–2003 spowodowały śmierć tysięcy ludzi, a dziesiątki tysięcy innych uczyniły uchodźcami. Dopiero porozumienie w Dar es Salaam zawarte pomiędzy CNDD-FDD a rządem Burundi w dniu 16 listopada 2003 pozwoliło polepszyć w sposób zasadniczy stan bezpieczeństwa w Burundi oraz umożliwiło przeprowadzenie demokratycznych wyborów w lipcu 2005 roku. Badacze oceniają jednak, iż porozumienie z Aruszy stanowiło swoisty punkt zwrotny – pierwszy krok na drodze do pełnego pokoju w Burundi. Mechanizmy gwarantujące równowagę pomiędzy Hutu a Tutsi, zawarte w porozumieniu z Aruszy, w dużej mierze znalazły także odzwierciedlenie w przyjętej w 2005 roku konstytucji Burundi.